# Калиново (Грчка)
Калиново (грч. Σουλτογιανναίικα, Султојанеика) је насељено место у општини Кукуш у периферији Средишња Македонија, Грчка. Према попису из 2021. године било је 22 становника.
Према бугарском географу и историчару, Василу Канчову, у Калинову је 1900. године живело 320 Словена хришћана, 120 Рома и 45 Турака. Током Другог балканског рата село је страдало од грчке војске а словенско становништво је протерано (већи део је настањен у околини Струмице, мањи у Бугарској). Године 1924. муслиманско становништво (Турци и Роми) принудно је исељено у Турску а сеоску земљу су откупили великопоседници Султојанис, Киријакос, Бакос и други. На попису из 1928. године Калиново је имало 73 становника.